# Tyrreense Zee
De Tyrreense Zee (Italiaans: Mar Tirreno) is een zee in Zuid-Europa, gelegen ten zuidwesten van het Apennijns Schiereiland, ten noorden van Sicilië en ten oosten van Corsica en Sardinië. Op het vasteland liggen de regio's Latium, Campanië, Calabrië en Toscane aan deze zee.
De Tyrreense Zee maakt deel uit van de Middellandse Zee. De Straat van Messina vormt de verbinding met de Ionische Zee, die eveneens deel uitmaakt van de Middellandse Zee. Tussen Corsica en Sardinië ligt de Straat van Bonifacio met daarachter de Zee van Sardinië. In het noorden gaat het water over in de Ligurische Zee, de precieze grens is afhankelijk van de aangehouden definitie (zie afbeelding en bronvermelding).
De naam van de zee is afgeleid van het woord Tyrrhênoi, het woord waarmee in de Oudheid de Etrusken werden aangeduid door de Grieken. Omdat zij stadstaatjes langs deze zee hadden, noemden de Grieken ze "de zee van de Tyrrhênoi". De Romeinen noemden haar vroeger ook wel Mare Nostrum (Latijn: onze zee). Later gebruikten ze deze naam voor de gehele Middellandse Zee.
In de Tyrreense Zee monden de Tiber nabij Ostia en de Magra nabij Luna uit.

## Enkele plaatsen die aan de Tyrreense Zee liggen
- Civitavecchia
- Napels
- Olbia
- Palermo
- Vibo Valentia